# Чуянчы
Чуянчы (кирг. Чуянчы) — село в Лейлекском районе Баткенской области Кыргызстана. Входит в состав Лейлекского айылного аймака.

## География
Село расположено в западной части области, на правом берегу реки Ляйляк, на расстоянии приблизительно 30 километров (по прямой) к востоко-северо-востоку от города Раззакова, административного центра района. Абсолютная высота — 1017 метров над уровнем моря.

## Население
Согласно оценочным данным Национального статистического комитета Кыргызской Республики, численность населения села на начало 2023 года составляла 1290 человек.
| год     | 2009 | 2014 | 2015 | 2020 | 2021 | 2023 |
| ------- | ---- | ---- | ---- | ---- | ---- | ---- |
| человек | 933  | 1014 | 1046 | 1227 | 1249 | 1290 |